# Paralysie périodique hyperkaliémique
 Mise en garde médicale
La paralysie périodique hyperkaliémique (ou hyperkaliémie périodique paralysante, HypoPP1 ou à l'international, HYPP), est une maladie génétique connue pour toucher l'homme et les chevaux. Chez l'homme, cette canalopathie débute avant l'âge de 20 ans et est caractérisée par des accès de faiblesse musculaire touchant les muscles des yeux, de la gorge et du tronc, associés à l'augmentation du taux de potassium dans le sang (hyperkaliémie supérieure à 5 mmol·l-1 ou kaliémie augmentant de 1,5 mmol·l-1 lors des efforts ou de la prise orale de potassium). La kaliémie est normale en dehors des accès de faiblesse musculaire.

## Autres noms
Maladie de Gamstorp

## Étiologie
C'est une maladie génétique héréditaire autosomique dominante liée à des mutations du gène SCN4A (locus 17q23.1-q25.3). Elle est induite par « des mutations faux-sens dans le gène codant la sous-unité principale (α1S) du canal Ca2+ voltage-dépendant (Cav1.1) du muscle squelettique »,,,. 
Causée par une atteinte du canal sodium (ou des canaux calciques) de la membrane de la cellule musculaire, cette maladie a une évolution favorable[réf. nécessaire].

## Description
Les premiers accès paralytiques, avant dix ans, sont modérés, peu fréquents et rapidement résolutifs. La fréquence et la gravité augmentent avec l'âge avec un maximum entre 15 et 25 ans puis régressent nettement.
Les accès sont déclenchés par un court repos après un exercice important, moins souvent par le froid ou le jeûne glucidique et sont aggravés par le froid, le stress, les corticoïdes et la grossesse.
Il n'existe pas de troubles du rythme cardiaque durant les attaques.
Une raideur musculaire modérée est habituelle entre les accès de faiblesse, mais n'entrave pas les mouvements musculaires.
Entre les accès la myotonie est pratiquement constante. Une myopathie apparaît souvent secondairement.
Proche de la paralysie périodique hypokaliémique, elle s'en distingue par des crises plus brèves, plus fréquentes et moins sévères et susceptible de toucher les nerfs crâniens ainsi que par l'existence d'une hyperkaliémie évoluant parallèlement aux crises.

## Diagnostic
Les crises, précédées de fourmillements des extrémités ou acroparesthésies surviennent après un effort.
Le signe de Chvostek est positif.
Un test au potassium voit réapparaitre les troubles.

## Traitement et prise en charge
Minimiser l’excitabilité de la membrane, donner des doses de glucose ou d’insuline (qui stimule l’entrée de potassium dans les cellules), et éliminer le potassium sanguin.
Des diurétiques (hydrochlorothiazide, acétazolamide) peuvent être administrés. Ces médicaments réduisent la fréquence et la sévérité des épisodes de paralysie en diminuant la [K+].

## Conseil génétique

### Mode de transmission
Transmission autosomique dominante

## Chez le cheval
La maladie provient de la lignée d'Impressive, un Quarter Horse de type halter qui a eu de nombreux descendants.

### Sources
- (en) Karin Jurkat-Rott, Frank Lehmann-Horn, In: GeneReviews at GeneTests: Medical Genetics Information Resource (database online). Copyright, University of Washington, Seattle. 1997-2005.